# 1924년 코파 델 레이
코파 델 레이 1924(스페인어: Copa del Rey de Fútbol 1924)는 스페인의 축구 컵대회인 코파 델 레이의 22번째 시즌이다.
이 대회는 1924년 3월 23일에 시작되어 1924년 5월 4일에 산 세바스티안의 아토차에서 열린 결승전으로 막을 내렸다. 레알 우니온이 이 경기에서 레알 마드리드를 1-0으로 이기고 통산 3번째 우승을 거두었다.

## 참가 구단
- 비스카이아 도: 아틀레틱 빌바오
- 기푸스코아 도: 레알 우니온
- 중부: 레알 마드리드
- 남부: 세비야
- 갈리시아 주: 셀타 비고
- 아스투리아스 주: 스포르팅 히혼
- 칸타브리아 주: 라싱 산탄데르
- 카탈루냐 주: 바르셀로나
- 아라곤 주: 스타디움 사라고사
- 레반테: 나타시온 알리칸테

## 예선전
1차전:
| 1924년 3월 23일   |     |                   |           |
| 바르셀로나        | 8–1 | 스타디움 사라고사 |           |
| 스포르팅 히혼     | 7–0 | 라싱 산탄데르     |           |
| 2차전:            |     |                   |           |
| 1924년 3월 30일   |     |                   |           |
| 스타디움 사라고사 | 0–9 | 바르셀로나        | 합계:1–17 |
| 라싱 산탄데르     | 2–3 | 스포르팅 히혼     | 합계:2–10 |

## 8강전
1차전:
| 1924년 3월 23일   |     |                   |          |
| 레알 마드리드     | 4–0 | 나타시온 알리칸테 |          |
| 세비야            | 1–1 | 레알 우니온       |          |
| 셀타 비고         | 1–1 | 아틀레틱 빌바오   |          |
| 1924년 4월 6일    |     |                   |          |
| 바르셀로나        | 2–0 | 스포르팅 히혼     |          |
| 2차전:            |     |                   |          |
| 1924년 3월 30일   |     |                   |          |
| 나타시온 알리칸테 | 2–3 | 레알 마드리드     | 합계:2–7 |
| 레알 우니온       | 2–0 | 세비야            | 합계:3–1 |
| 아틀레틱 빌바오   | 6–1 | 셀타 비고         | 합계:7–2 |
| 1924년 4월 13일   |     |                   |          |
| 스포르팅 히혼     | 2–0 | 바르셀로나        |          |
| 승자 결정전:      |     |                   |          |
| 1924년 4월 16일   |     |                   |          |
| 바르셀로나        | 3–1 | 스포르팅 히혼     | 합계:5–3 |

## 준결승전
1차전:
| 1924년 4월 6일  |     |                 |          |
| 아틀레틱 빌바오 | 3–1 | 레알 마드리드   |          |
| 1924년 4월 20일 |     |                 |          |
| 레알 우니온     | 1–0 | 바르셀로나      |          |
| 2차전:          |     |                 |          |
| 1924년 4월 13일 |     |                 |          |
| 레알 마드리드   | 3–0 | 아틀레틱 빌바오 |          |
| 1924년 4월 27일 |     |                 |          |
| 바르셀로나      | 2–0 | 레알 우니온     |          |
| 승자 결정전:    |     |                 |          |
| 1924년 4월 15일 |     |                 |          |
| 레알 마드리드   | 1–0 | 아틀레틱 빌바오 | 합계:5–3 |
| 1924년 4월 30일 |     |                 |          |
| 레알 우니온     | 6–1 | 바르셀로나      | 합계:7–3 |

## 결승전
| 레알 우니온    | 1–0 | 레알 마드리드 |
| -------------- | --- | ------------- |
| 에체베스테 58′ |     |               |

| 코파 델 레이 1924 우승 |
| ---------------------- |
| 레알 우니온 3번째 우승 |